# Bardsragujn chumb 2004
Il Bardsragujn chumb 2004 è stato la 13ª edizione del campionato di calcio armeno, disputato tra l'8 aprile e il 17 novembre 2004 e concluso con la vittoria del Pyunik FC al suo settimo titolo.
Capocannonieri del torneo furono Edgar Manucharyan e Galust Petrosyan, entrambi del Pyunik FC con 21 reti.

## Formula
Il campionato fu disputato da 8 squadre che si affrontarono in un doppio turno di andata e ritorno per un totale di 28 partite. In vista di un allargamento a 9 squadre nella stagione successiva non furono previste retrocessioni.
La squadra campione si qualificò alla UEFA Champions League 2005-2006, la seconda classificata alla Coppa UEFA 2005-2006 e la terza alla Coppa Intertoto 2005.
La Dinamo 2000 cambiò nome in Dinamo-Zenit. Il Lernagorts Kapan fu assorbito dall'Ararat Yerevan.

## Squadre partecipanti
| Club                 | Città    | Stadio | Posizione 2003     |
| -------------------- | -------- | ------ | ------------------ |
| Shirak FC            | Gyumri   |        | 3°                 |
| Banants              | Kotayk   |        | 2°                 |
| Kilikia FC           | Erevan   |        | Aradżin Chumb      |
| Ararat Yerevan       | Erevan   |        | 7°                 |
| Mika Ashtarak        | Ashtarak |        | 4°                 |
| Dinamo-Zenit Yerevan | Erevan   |        | 6°                 |
| FC Pyunik            | Erevan   |        | Campione d'Armenia |
| Kotayk Abovyan       | Abovyan  |        | 5°                 |

## Classifica finale
|                    | Pos. | Squadra             | Pt | G  | V  | N | P  | GF | GS | DR  |
| ------------------ | ---- | ------------------- | -- | -- | -- | - | -- | -- | -- | --- |
| Armenia (bandiera) | 1.   | P'yownik            | 71 | 28 | 22 | 5 | 1  | 89 | 25 | +64 |
|                    | 2.   | Mika Ashtarak       | 55 | 28 | 16 | 7 | 5  | 41 | 23 | +18 |
|                    | 3.   | Banants             | 43 | 28 | 12 | 7 | 9  | 40 | 39 | +1  |
|                    | 4.   | Ararat              | 43 | 28 | 12 | 7 | 9  | 40 | 33 | +7  |
|                    | 5.   | Dinamo-2000 Yerevan | 27 | 28 | 7  | 6 | 15 | 23 | 51 | -28 |
|                    | 6.   | Kilikia             | 26 | 28 | 7  | 5 | 16 | 32 | 49 | -17 |
|                    | 7.   | Kotayk'             | 24 | 28 | 6  | 6 | 16 | 31 | 54 | -23 |
|                    | 8.   | Širak               | 21 | 28 | 4  | 9 | 15 | 27 | 49 | -22 |

Legenda:

      Campione di Armenia e ammessa alla Champions League
      Ammessa alla Coppa UEFA
      Ammessa alla Coppa Intertoto
Note:

Tre punti a vittoria, uno a pareggio, zero a sconfitta.

### Verdetti
- Pyunik FC Campione d'Armenia e ammesso alla UEFA Champions League 2005-2006
- Mika Ashtarak ammesso alla Coppa UEFA 2005-2006
- Lernagorts Kapan ammesso alla Coppa Intertoto 2005

## Classifica marcatori
| Gol |  |  | Giocatore         | Squadra       |
| --- |  |  | ----------------- | ------------- |
| 21  |  |  | Edgar Manucharyan | Pyunik        |
| 21  |  |  | Galust Petrosyan  | Pyunik        |
| 18  |  |  | Nshan Erzrumyan   | Kilikia       |
| 13  |  |  | Levon Pachajyan   | Pyunik        |
| 12  |  |  | Armen Shahgeldyan | Mika Ashtarak |